# Скіту-Тополніцей
Скіту-Тополніцей (рум. Schitu Topolniței) — село у повіті Мехедінць в Румунії. Входить до складу комуни Ізвору-Бирзій.
Село розташоване на відстані 277 км на захід від Бухареста, 13 км на північ від Дробета-Турну-Северина, 105 км на північний захід від Крайови.

## Населення
За даними перепису населення 2002 року у селі проживали 209 осіб, усі — румуни. Усі жителі села рідною мовою назвали румунську.